# Nils Ferlin

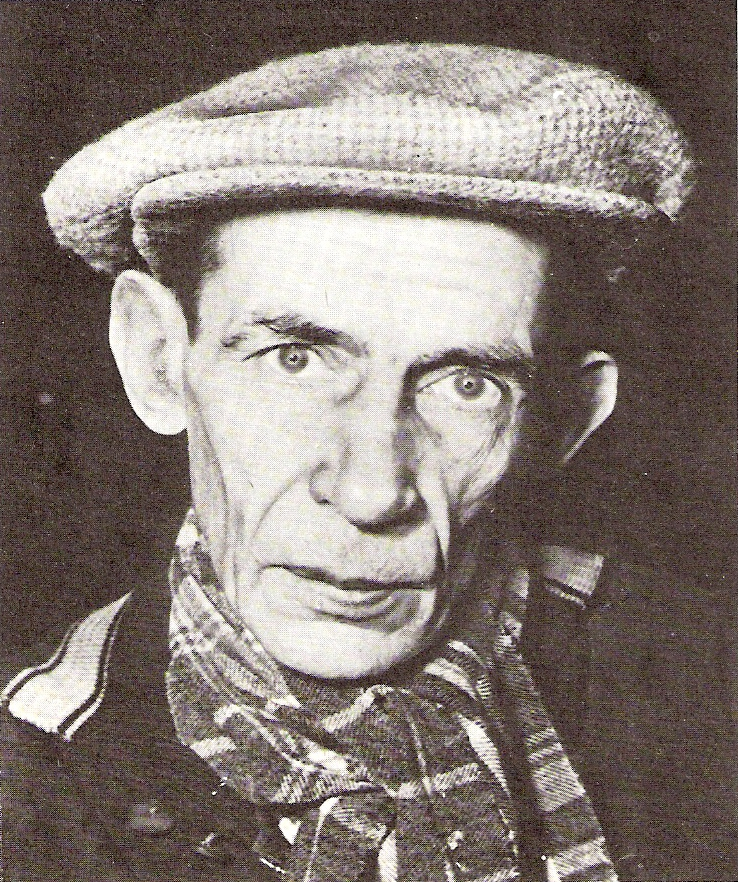
Nils Ferlin.

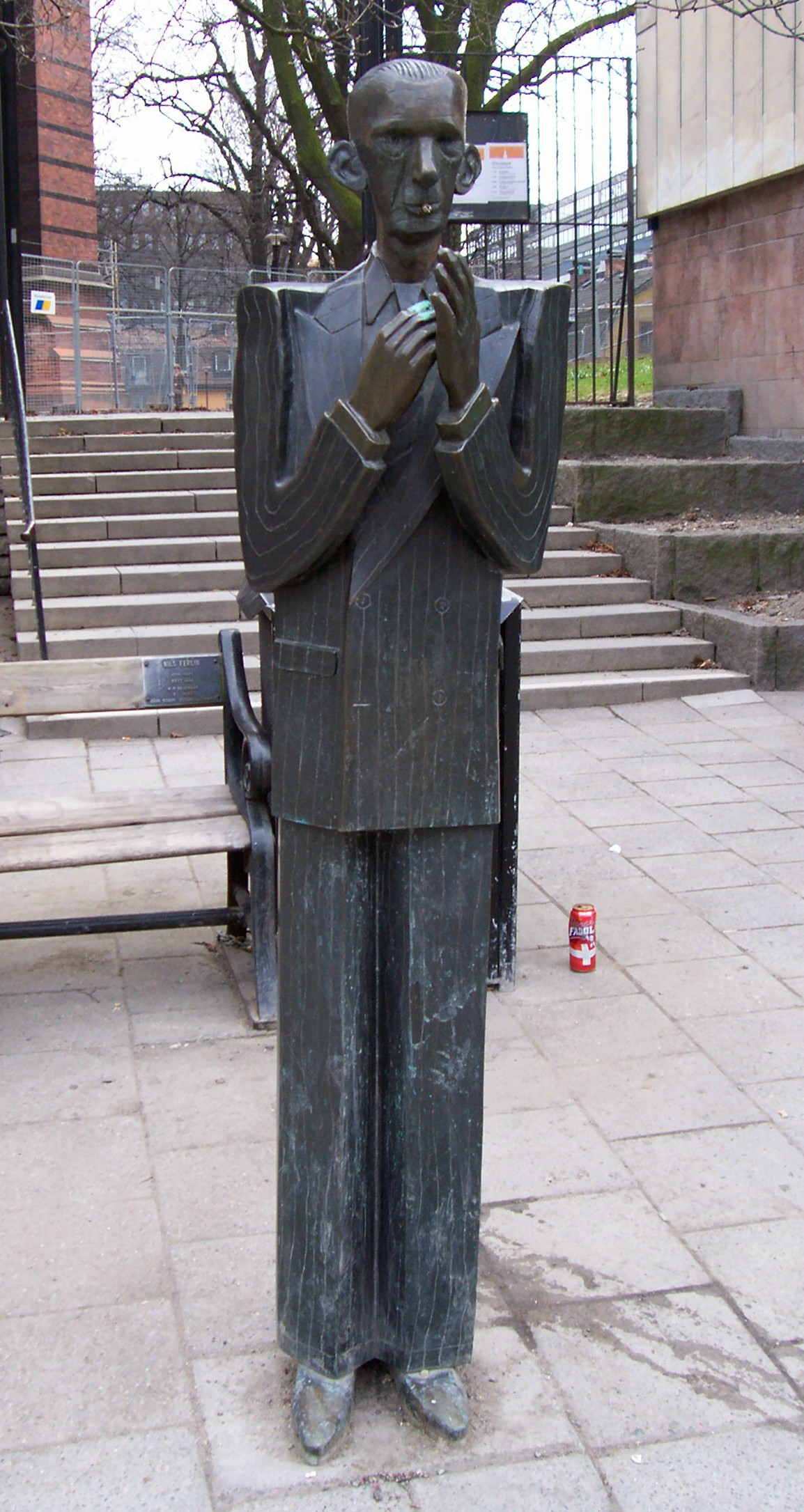
Nils-Ferlin-Statue in Stockholm

Nils Ferlin (* 11. Dezember 1898 in Karlstad; † 21. Oktober 1961 in Stockholm) war ein schwedischer Dichter.

## Leben
Nils Ferlins Vater war Zeitungsredakteur. 1908 zog die Familie nach Filipstad, wo Ferlins Vater Chefredakteur der Lokalzeitung wurde. Im Jahr darauf wurde der Vater ertrunken aufgefunden, wobei es sich möglicherweise um einen Freitod handelte. 1914 schloss Nils Ferlin die sechsjährige Realschule ab. Nach mehreren kurzfristigen Tätigkeiten ging er 1915 zur See, zog aber nach einigen Jahren zurück nach Filipstad, wo er als Revue-Künstler tätig war. Später zog er nach Stockholm, wo er eine Schauspielschule besuchte. Am 22. Februar 1946 heiratete Nils Ferlin und zog danach aufs Land. Nachdem er die letzten Lebensjahre im Krankenhaus verbringen musste, starb Ferlin 1961.

## Werk
Nils Ferlin begann seine literarische Karriere – ähnlich wie Birger Sjöberg – als Verfasser von Liedern und Couplets für Revues. Später bekannte er in einem bekannten Gedicht selbstkritisch: Jag har sålt mina visor till nöjets estrader / och Gud må förlåta mig somliga rader (Ich habe meine Lieder an Unterhaltungsbühnen verkauft / und Gott möge mir einige Zeilen verzeihen).
Nils Ferlin gilt als die Verkörperung des typischen Bohemien. Er wird zumeist mit der legendären Bohème des – in den 1960er Jahren abgerissenen – alten Klara-Viertels in Stockholm in Verbindung gebracht. Nils Ferlin schrieb eingängige, häufig liedhafte, Gedichte, die aus der Position des skeptischen Außenseiters einen nüchtern-pessimistischen Blick auf das Leben werfen. Viele seiner Gedichte sind vertont worden. Berühmt sind vor allem die Vertonungen durch Lille Bror Söderlundh. Die Sprache der Gedichte von Nils Ferlin ist betont kunstlos und schlicht. Nils Ferlin ist stark von seinem großen Vorbild Gustaf Fröding, der ebenfalls aus dem Värmland stammte, beeinflusst.

## Gedichtsammlungen

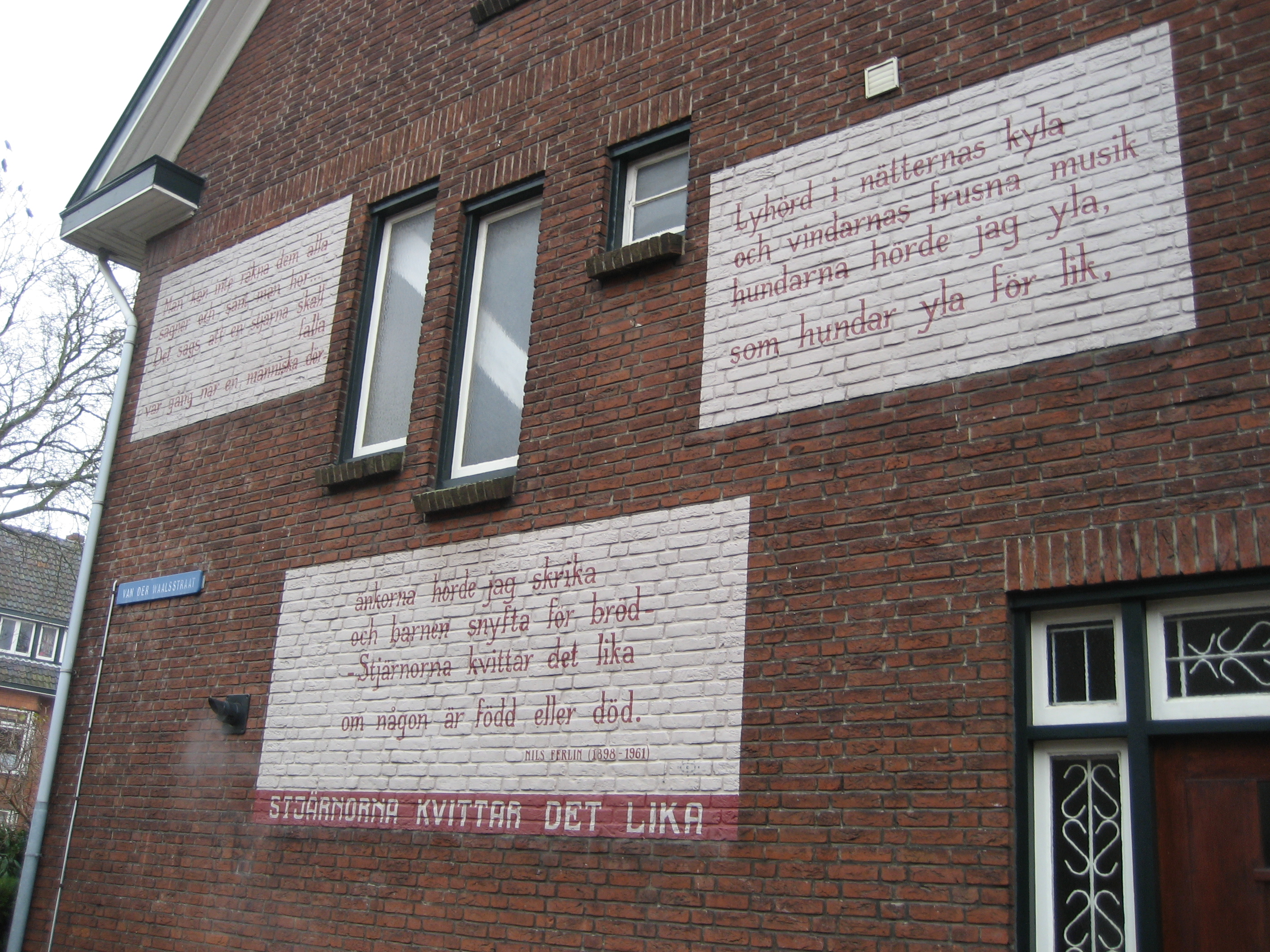
Das Gedicht Stjärnorna kvittar det lika (1930) als Wandpoesie in Leiden (2003).

- En döddansares visor (Lieder eines Totentänzers, 1930)
- Barfotabarn (Barfußkinder, 1933)
- Goggles (Goggles, 1938)
- Med många kulörta lyktor (Mit vielen bunten Laternen, 1944)
- Kejsarens papegoja (Der Papagei des Kaisers, 1951)
- Från mitt ekorrhjul (Aus meinem Hamsterrad, 1957)
- En gammal cylinderhatt (Ein alter Zylinderhut, postum 1962)

## Deutschsprachige Ausgabe
- Nils Ferlin, Im Labyrinth des Lebens, Ausgewählte Gedichte. Anacreon, München 2003. ISBN 3932759516